# Arnold Schering
Arnold Schering (Breslau, Imperi alemany, 2 d'abril, 1877 - Berlín, 7 de març, 1941), va ser un musicòleg alemany.
Va créixer a Dresden com a fill d'una editora d'art. Va aprendre violí a l'Annengymnasium del qual es va graduar el 1896. Després va estudiar violí a l'Escola de Música de Berlín amb Joseph Joachim. Des de 1898 fins a 1902 va estudiar música a Berlín i Leipzig i va escriure la seva tesi sobre els concerts instrumentals d'Antonio Vivaldi (en alemany, Geschichte des Instrumentalkonzertes bei Antonio Vivaldi) i aquesta obra va influir en la reconeixement de la música d'aquest compositor. El 1907 va fer la seva habilitació i va ser nomenat professor de música el 1915. El 1920 Schering va reunir proves que el compositor Johann Sebastian Bach normalment utilitzava 12 cantants en les seves cantates i altres obres vocals. Aquesta visió finalment va ser influent en el moviment de la música antiga. A partir de 1928 va ensenyar com a professor de musicologia a Berlín.
Després que els nazis van assolir el poder, Schering es va convertir en membre de la Lliga Nacional Socialista de Mestres i del consell executiu del Reichsmusikkammer. Fins al 1936 va exercir com a president de la Societat Alemanya de Musicologia (fins al 1933 la Societat Alemanya de Música), que es va transformar segons els principis nazis: "Es va fomentar l'ocupació dels joves nazis, però Alfred Einstein (1880-1952) va ser obligat a renunciar a la direcció de la Revista de Musicologia, que havia dirigit des de la seva primera aparició el 1918. El "Führerprinzip" va seguir, especialment el 1936 o 1937 sota Ludwig Schiedermair (1876–1957), que el va succeir com a president".
El gener de 1934, Schering va pronunciar una conferència a la Societat Alemanya per a l'Educació sobre "El germànic en la música alemanya". El mateix any va aparèixer el seu llibre "Beethoven en una nova interpretació" en el qual es paral·lela a les obres de Beethoven escenes de les obres de Shakespeare, i on Schering va presentar l'atrevida afirmació que aquest disseny formal al llarg de la línia de les escenes de Shakespeare era intencionat. També el mateix any va escriure un article al "Journal for Musicology" on va caracteritzar la famosa 5a simfonia de Beethoven com una "Simfonia de l'aixecament nacional", molt en el sentit de l'ascens del règim nacionalsocialista. Finalment, l'any 1936, va escriure, a Beethoven i la poesia, "Si una música brutal, sensual i per a nosaltres, racialment estrangera amenaça d'allunyar-nos de la relació insoluble entre la música alta i l'alt art, és a Beethoven que podem tornar a fer-ho. fer un nou pacte ideal."
L'agost de 1940 es va acomiadar de la feina per malaltia. Va morir l'any següent i va ser enterrat a la Friedhof Heerstraße. Es desconeix la ubicació de la seva tomba